# Иерогамия
Иерогамия (др.-греч. ἱερός γάμος, ἱερογαμία «священный брак») — сексуальный ритуал, символизировавший брак между мужским и женским божеством, роли которых исполняли люди. Ритуалы иерогамии были частью так называемой ритуальной проституции.

## Древний Ближний Восток
Храмовая проституция была распространена на древнем Ближнем Востоке. В Шумере существовал обряд «священного брака» между царём-правителем шумерского города-государства и верховной жрицей Инанны, шумерской богини плотской любви, плодородия и войны. Существовало множество храмов Инанны в долине Тигра и Евфрата. Из них крупнейшим был храм Эанна, что означало «Дом неба» (é-an-na = святилище («дом» + «небо»[='An'] + родит. падеж)), в Уруке (верховная жрица выбирала в наложники молодого человека, который представлял супруга богини Инанны по имени Думузид-пастух во время церемонии священного брака, которая праздновалась ежегодно во время весеннего равноденствия).
В ряде случаев обряд служил практическим целям: миряне использовали эту возможность, чтобы заняться сексом с собственными супругами, таким образом, он направлял рождаемость так, чтобы больше детей рождалось зимой, когда было больше времени позаботиться о них.

## Греческая мифология
В греческой мифологии классическим примером иерогамии была церемония брака Зевса и Геры, отмечавшаяся в ходе Герайи (фестиваля Геры на Самосе, Герейон), а также, несомненно, её предшественники, нашедшие отражение в греческой архитектуре и культуре. (Впрочем, Вальтер Буркерт полагает, что Герайя (фестиваль Геры) — слишком сложная по своему составу, чтобы рассматривать её только как брак Геры"). Большинство исследователей считают, что церемония проводилась, чтобы пропагандировать плодородие. Аналогичной была церемония союза Деметры с Ясионом, которую разыгрывали на борозде, которую полагалось вспахивать три раза, о чём пишет Гесиод: эта церемония отмечалась на Крите, где возникли многие из греческих мифов.

## Тантрический буддизм
В тантрическом буддизме (Индия, Бутан, Непал и Тибет) существует сексуальный ритуал Яб-Юм, символизирующий союз мужского и женского божеств. Символизм ассоциируется с en:Anuttarayoga tantra, где мужская фигура обычно связывается со смыслами сострадания (karuṇā) и опыта (upāya-kauśalya), а женский партнёр — с «прозрением» (prajñā).. Яб-Юм обычно понимается как представляющий первобытный союз мудрости и сострадания.
Майтхуна — термин из санскрита, который в тантризме чаще всего означает сексуальный союз в ритуальном контексте. Это наиболее важный из пяти макара, он представляет собой основной элемент Великого ритуала тантры, известного как Панчамакара, Панчататтва или Таттва-Чакра.

## Алхимия и юнгианский психоанализ
Карл Густав Юнг посвятил иерогамии много мест в своём культовом труде «Символы трансформации».

## Неоязычество
В викке существует Великий ритуал, связанный с идеей божественного брака. Обычно он проводится символически путём вонзания кинжала в кубок, однако в британской викке производится буквальное совокупление между Великим жрецом и Великой жрицей.